# Цыгане. Улица Шекспира
«Цыга́не. У́лица Шекспи́ра» — российский драматический сериал режиссёра Данила Чащина. Главные роли исполнили Дмитрий Чеботарёв, Елизавета Юрьева и Игорь Золотовицкий.
Премьера состоялась 6 марта 2025 года в онлайн-кинотеатре Okko.

## Сюжет
В жизни московского адвоката Михаила появляется его первая любовь, дочь цыганского барона Диана. Она просит помощи в освобождении из тюрьмы их общей дочери Яны в обмен на сохранение тайны Михаила, который выдаёт себя за другого человека. На самом деле, он – цыган Михай Деметр, который 16 лет назад был изгнан из табора. Михай возвращается в табор, чтобы спасти дочь, о существовании которой не подозревал.

## В ролях
| Актёр               | Роль                                     |
| ------------------- | ---------------------------------------- |
| Дмитрий Чеботарёв   | Михай Деметр (Михаил Деметров)           |
| Елизавета Юрьева    | Диана, дочь цыганского барона            |
| Игорь Золотовицкий  | Червоня, цыганский барон                 |
| Полина Гухман       | Яна, дочь Дианы и Михая                  |
| Арсений Семёнов     | Савко, брат Михая                        |
| Карина Муса         | Роза, жена Савко                         |
| Нина Муштакова      | Бавета, бабушка Михая и Савко            |
| Игорь Грабузов      | Воронцов, следователь                    |
| Антон Артемьев      | Рамир, приёмный сын Червони              |
| Татьяна Струженкова | жена Червони                             |
| Игорь Черневич      | Покровский, владелец адвокатской конторы |
| Павел Ворожцов      | Маслов, мэр Вышегорска                   |
| Евгений Санников    | Лялин                                    |
| Мария Лисовая       | Маша, невеста Михая                      |
| Артём Божутин       | Артур, сын Савко                         |
| Мила Ершова         | Катя, дочь мэра Вышегорска               |
| Виталий Коваленко   | Попов, начальник УВД Вышегорска          |
| Орхан Абулов        | Гулиев                                   |
| Роман Грохольский   | Шандор, криминальный авторитет           |
| Игорь Хрипунов      | Жан, цыганский барон, отец Михая и Савко |
| Алла Фомичёва       | Маргарита, психотерапевт                 |
| Вероника Авдеева    | Лейла, дочь Шандора                      |
| Карина Каграманян   | Виола                                    |

## Список серий

### 1 сезон
| Серия | Дата премьеры  |
| ----- | -------------- |
| 1     | 6 марта 2025   |
| 2     | 6 марта 2025   |
| 3     | 14 марта 2025  |
| 4     | 21 марта 2025  |
| 5     | 28 марта 2025  |
| 6     | 4 апреля 2025  |
| 7     | 11 апреля 2025 |
| 8     | 18 апреля 2025 |

## Производство
Производством сериала занималась продюсерская компания «Среда» по заказу онлайн-кинотеатра Okko.
Название сериала является отсылкой к одноимённой улице в Екатеринбурге.
Съёмки проходили в Москве и регионе Кавказских Минеральных Вод в течение трёх месяцев.
25 февраля 2025 года вышел трейлер.
4 марта 2025 года светский показ сериала прошёл в московском кинотеатре «Художественный».

## Реакция
Сериал получил в основном положительные оценки российских кинокритиков.
Редакция портала «Киногуру»: «Этот сложный материал настолько непривычен для российского кино, что, говоря о штампах, во время просмотра не раз возникнут ассоциации с криминальными сагами из жизни диаспор, от „Крёстного отца“ до „Большого Куша“ (одетый в кожаную куртку приёмный сын барона Рамир, сыгранный Антоном Артемьевым, кажется выходцем из гангстерского кинематографа 1990-х). Немного условная, почти театральная манера игры, поначалу кажется странной, но события в первых эпизодах начинают развиваться так стремительно, что к ней быстро привыкаешь».